# 李埈鎔

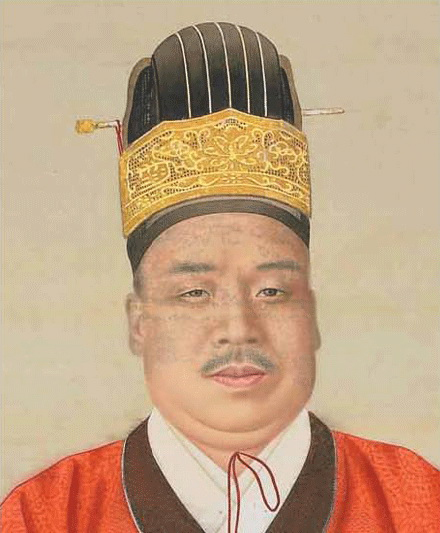
李埈鎔

李 埈鎔（イ・ジュニョン（朝鮮語読み）、り しゅんよう（日本語読み）、1870年6月25日 - 1917年3月22日）は、李氏朝鮮末期の王族、大韓帝国の皇族。李王家の一族で、日本の公族。
父は大韓帝国皇帝高宗の兄の李載冕（完興君・李熹公）。母は洪氏。興宣大院君の嫡長孫。純宗・李王垠・李堈公の従兄弟。養子に李鍝（李堈の次男）。字は景極、号は石庭、松亭。日本での名は埈。李埈公。

## 経歴
高宗と閔妃と対立していた祖父の興宣大院君により、高宗の代わりの国王に意図されたが、活動はいずれも成功しなかった。
1895年5月、親日派内閣大臣の暗殺を陰謀したという罪で捕まり、特別裁判所で死刑判決を受けた。しかし、大院君の嘆願により、国王の特赦で流刑に減刑され、その年8月特赦で釈放された。
1896年、乙未事変直後日本に留学した。出国した後帰国が許されなくなり、日本に滞留してから1897年日本を出てヨーロッパ各地を視察。1899年以後にはまた日本に戻り千葉県に閑居した。
1907年高宗に代わり純宗が即位すると、朝鮮に帰国して「永宣君」に封ぜられ、雲峴宮に住んだ。また陸軍参将となり、勲一等太極章ついで大勲李花大綬章を授与された。
1912年に父が死去すると、公位を継いで「李埈公」と称された。
1917年3月22日、死去。跡継ぎの男子がなかったため、5月25日、従弟の李堈の次男の李鍝が養子となり、公位を継いだ。なお、側妾の全順爀との間に娘の李辰琬（尹致昭の六男尹源善と結婚）がいた。
死後は親日反民族行為者に認定された。

## 栄典
- 1908年（明治41年）9月23日 - 大勲位瑞星大綬章
- 1909年（明治42年）4月18日 - 皇太子渡韓記念章[3]
- 1915年（大正4年）11月10日 - 旭日桐花大綬章[4]

## 系図
永宣君埈鎔の親類・近親・祖先の詳細

## 参考
- 『王公族としての認定基準と構成人員の増加--冊立詔書・王公家軌範・「王族譜」「公族譜」を手掛かりとして』 新城道彦 韓国言語文化研究 (16),2008年11月
- 「王室文化の殿堂　雲峴宮 - 雲峴宮の人物」